# Fidel Sagarminaga
Fidel de Sagarminaga y Epalza (Bilbao, 27 de septiembre de 1830-Bilbao, 20 de marzo de 1894) fue un político, escritor y periodista español.

## Biografía
Nacido en la ciudad vizcaína de Bilbao el 27 de septiembre de 1830, sus padres fueron Pedro Sagarmínaga Gandásegui y Martina Epalza Lecanda, de Bilbao ambos. Fidel Sagarmínaga casó con María Ángeles Padilla Montoto, y tuvieron un hijo, Pablo, que falleció antes que su padre.
Fue nombrado Oficial segundo del Consejo Provincial de Vizcaya (Real Orden de 26-1-1848) durante los gobiernos moderados de Ramón María Narváez, cesando en 1850 (8-7-1850). Destacó como miembro de la Sociedad Bilbaína, de la cual fue su secretario en 1856 y en Madrid tomó parte activa en el Ateneo. Volvió luego a la administración como gobernador civil de Cuenca con el gobierno de Francisco Armero, entre 14-11-1857 y 26-1-1858. José Posada Herrera, ministro de Gobernación del gabinete de la Unión Liberal presidido por Leopoldo O’Donnell, le recuperó como oficial de segunda de la secretaría de Gobernación (9-7-1858). En este cargo, que desempeñó durante cuatro años y medio, conoció a Antonio Cánovas del Castillo, subsecretario del Ministerio. Fue ascendido a oficial de primera en 1863 y se mantuvo como tal hasta que cesó, a petición propia, alegando motivos de salud, el 27-9-1864. Durante este tiempo, Fidel de Sagarmínaga obtuvo escaño de diputado a Cortes en las elecciones de 1858, por el distrito castellonense de Vinaroz —con la Unión Liberal— y 1879, por el distrito vizcaíno de Durango como candidato fuerista. En su labor parlamentaria, por lo que compete a su relación con Vizcaya, estuvo encargado de solucionar la cuestión del Ensanche de Bilbao. 
Fue concejal del Ayuntamiento liberal presidido por Eduardo Victoria de Lecea, designado por la Junta revolucionaria de Bilbao en octubre de 1868. El 1 de febrero de 1872 fue alcalde de su localidad natal en 1872, adscrito al liberalismo monárquico, puesto del que dimitirá algunos meses después, el 29 de mayo de 1872, tras el Convenio de Amorebieta con los carlistas insurrectos (24-5-1872) además, de diputado general de Vizcaya entre 1876 y 1877, el último antes de la supresión de las instituciones forales, y cronista honorario del Señorío.
Considerado un fuerista liberal, evolucionó al fuerismo intransigente. Fue fundador de la Sociedad Euskal-Erria e individuo correspondiente de la Real Academia de la Historia. En Madrid dirigió en 1856 el periódico El Criterio y en 1879, modificado el régimen foral en las provincias vascongadas, fundó La Unión Vasco-Navarra. Fue autor de obras como La escuela Liberal y sus impugnadores, publicada en Londres (1852) bajo el pseudónimo de “Publícola”; Reflexiones sobre el sentido político de los Fueros de Vizcaya, Bilbao, (1871); Dos palabras sobre el carlismo vascongado (1874); Memorias históricas de Vizcaya (1880); o El Gobierno y Régimen foral del Señorío de Vizcaya desde ... Felipe Segundo hasta la mayor edad de Isabel Segunda (1892); entre otras. Falleció en Bilbao el 20 de marzo de 1894.